# Georgie Lamon
Georgie Lamon (* 11. November 1934 in Lens VS, Schweiz; † 15. Januar 2016 in Ouagadougou, Burkina Faso) war ein Schweizer Manager, Autor und Politiker (SP).

## Leben
Georgie Lamon stammte aus einer Familie mit acht Kindern. Er studierte zunächst in Frankreich, später Heilpädagogik in Fribourg. Er leitete die Walliser Sektion der Schweizerischen Vereinigung für geistig Behinderte (ASA) und engagierte sich bis zu seiner Pensionierung im Jahr 1997 für die berufliche Integration von Behinderten (Office romand d’intégration professionnelle pour handicapés, ORIPH, später ORIF).
In den 1980er Jahren war er Vorsitzender der SP in Siders und verantwortlich für die Öffentlichkeitsarbeit und die Mitgliedszeitschrift der SP im Wallis. Er war von 1989 bis 2001 Mitglied im Walliser Grossen Rat, der gesetzgebenden Behörde des Kantons. Lamon war zudem Vorsitzender der Freunde seines Heimatortes Lens VS, über den er zahlreiche Schriften veröffentlichte.
Seit Anfang der 1990er Jahre engagierte er sich für ein Projekt zur Alphabetisierung und Bildung von Kindern im westafrikanischen Burkina Faso, wo er am 15. Januar 2016 in Ouagadougou, neben weiteren Opfern zusammen mit Jean-Noël Rey, Opfer eines islamistischen Terroranschlages wurde.
Georgie Lamon war mit Marie-Hélène († 2005) verheiratet; aus der Ehe stammen zwei Kinder.

## Werke
- Lens, mon village : la vie associative: reflets et souvenirs. Editions à la Carte Sierre, 2006, ISBN 2-88464-722-8.
- Autour du manoir de Lens : histoire contes et légendes. Editions à la Carte Sierre, 2009, ISBN 978-2-88464-950-6.
- Lens, mémoire d’un village : contes, légendes et pensées. Editions à la Carte Sierre, 2009, ISBN 978-2-88464-995-7.
- Lens et ses demeures inspirées : document à l’usage des Centre scolaires et du public. Editions à la Carte Sierre, 2010, ISBN 978-2-940457-57-1.
- Mit Jean-Luc Theytaz: Le patrimoine de la Commune de Lens. Editions à la Carte Sierre, 2012, ISBN 978-2-88924-022-7.
- Mit Claire-Lise Thimon-Jordan: Portes de Lens et autres récits. Editions à la Carte Sierre, 2013, ISBN 978-2-88924-128-6.
- Lens au fil du temps. Editions à la Carte Sierre, 2014, ISBN 978-2-88924-198-9.